# Sierra Blanca (gebergte)
Sierra Blanca is een bergrug in de provincie Málaga, Andalusië, Spanje. De hoogste top is de Pico del Lastonar met 1275 meter.
De naam Sierra Blanca is te verklaren door het gebrek aan vegetatie op de hellingen, waardoor de bleekgrijze kalksteenrotsen goed zichtbaar zijn.

## Geografie
De Sierra Blanca is van tectonische oorsprong, metamorfisch getransformeerd tijdens de Alpiene gebergtevorming.
Het gebergte is onderdeel van de bergruggen die langs de Mediterrane kust van de Costa del Sol liggen. De Sierra Blanca ligt tussen de kust en de Sierra de las Nieves en kan het gemakkelijkst worden bereikt vanuit Marbella. De Pico de la Concha (1270 m), wat betekent 'zeeschelp-piek', lijkt vanuit het westen gezien op een schelp en is de op één na hoogste top van de rug. Andere toppen zijn de Salto del Lobo (1225 m), Cerro de la Zarina (1141 m) en de Cruz de Juanar (1178 m).
Organisaties voor natuurbehoud in het gebied zijn er voorstander van, dat de Sierra Blanca tot beschermd gebied wordt verklaard, net als het Nationaal park Sierra de las Nieves op de naastgelegen bergrug.

## Dieren en planten
In het gebied komen dieren voor als de berggeit, vos, wilde kat en diverse soorten marterachtigen. Voorkomende vogelsoorten zijn de steenarend, oehoe en verschillende uilensoorten; daarnaast nog veel kleine vogelsoorten als bijvoorbeeld de bijeneter.

In het meditterane klimaat gedijen de jeneverbes, steeneik, kurkeik, spar en verschillende dennensoorten. In de Juanar-vallei bevindt zich een eeuwenoude olijfboomgaard.

## Afbeeldingen

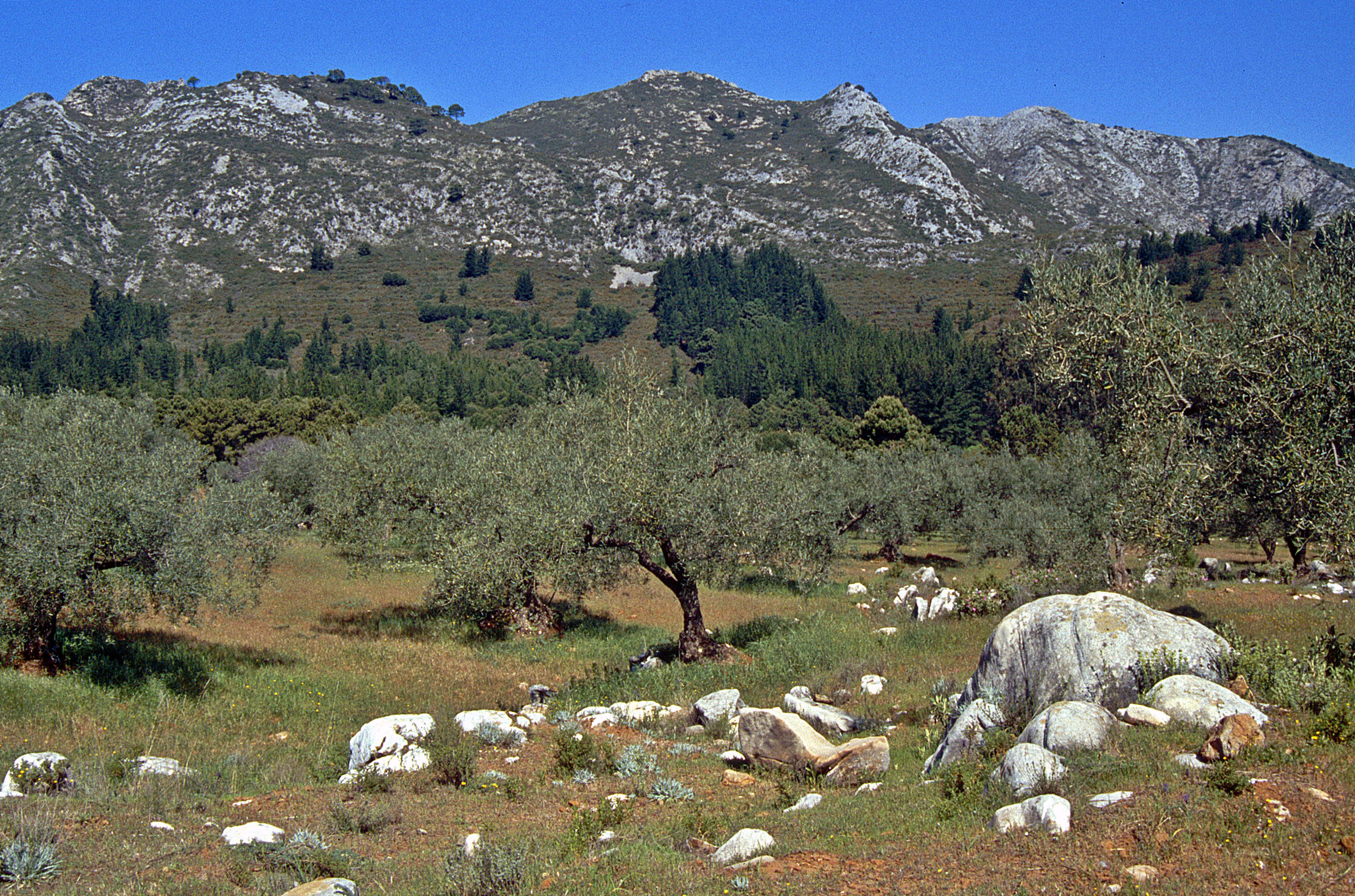
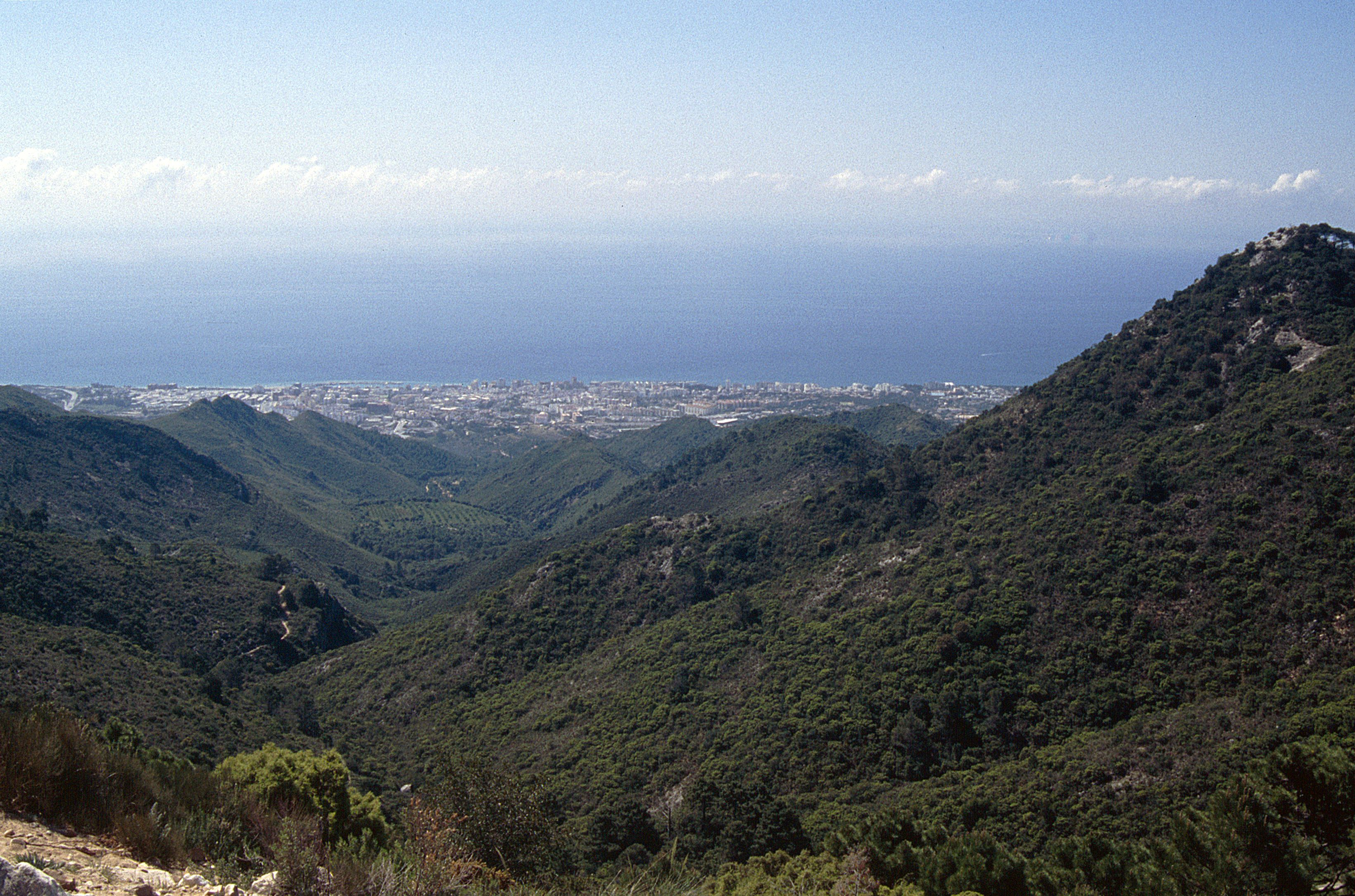
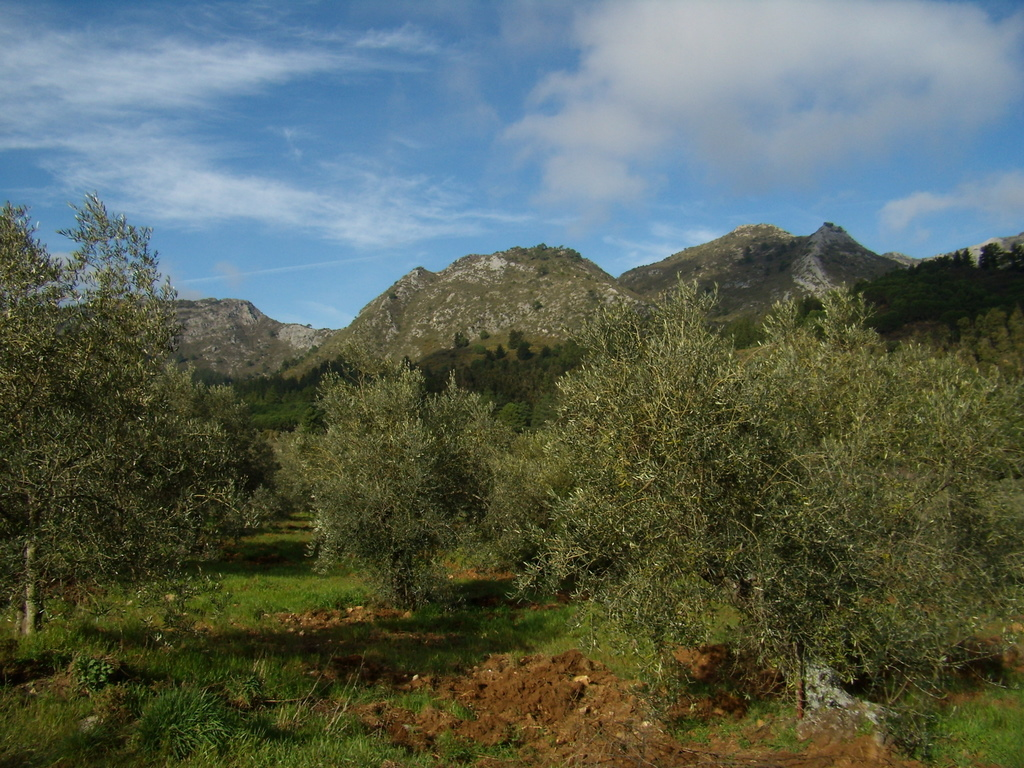
Olijfbomen in Juanarvallei
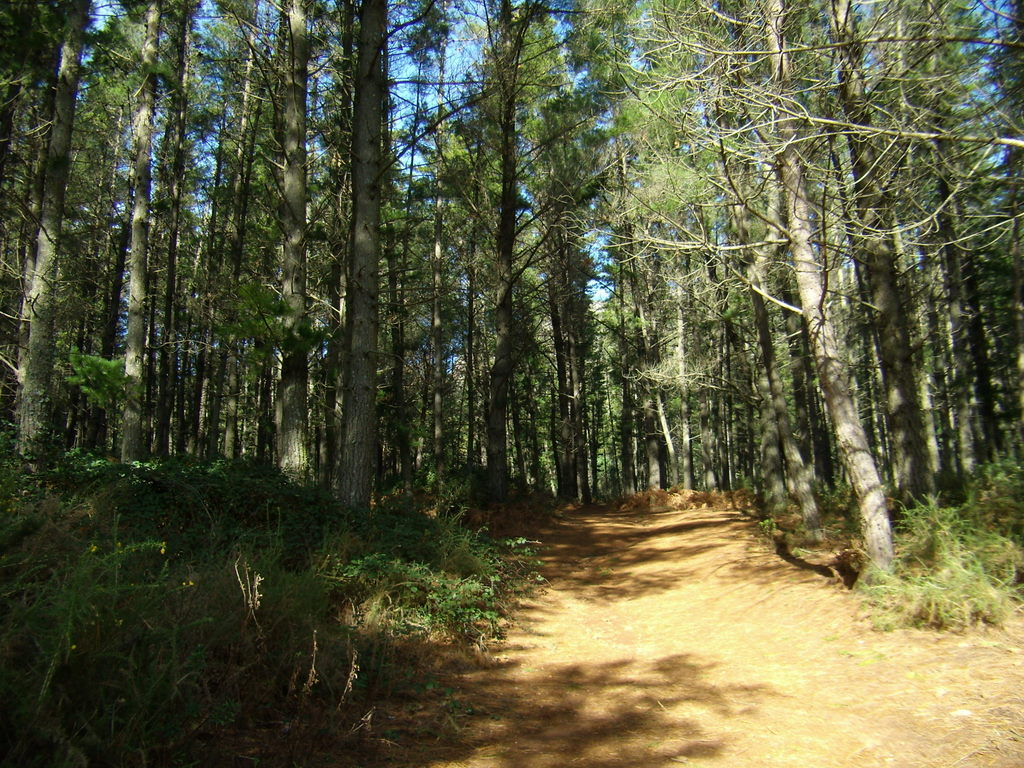
Dennenbos
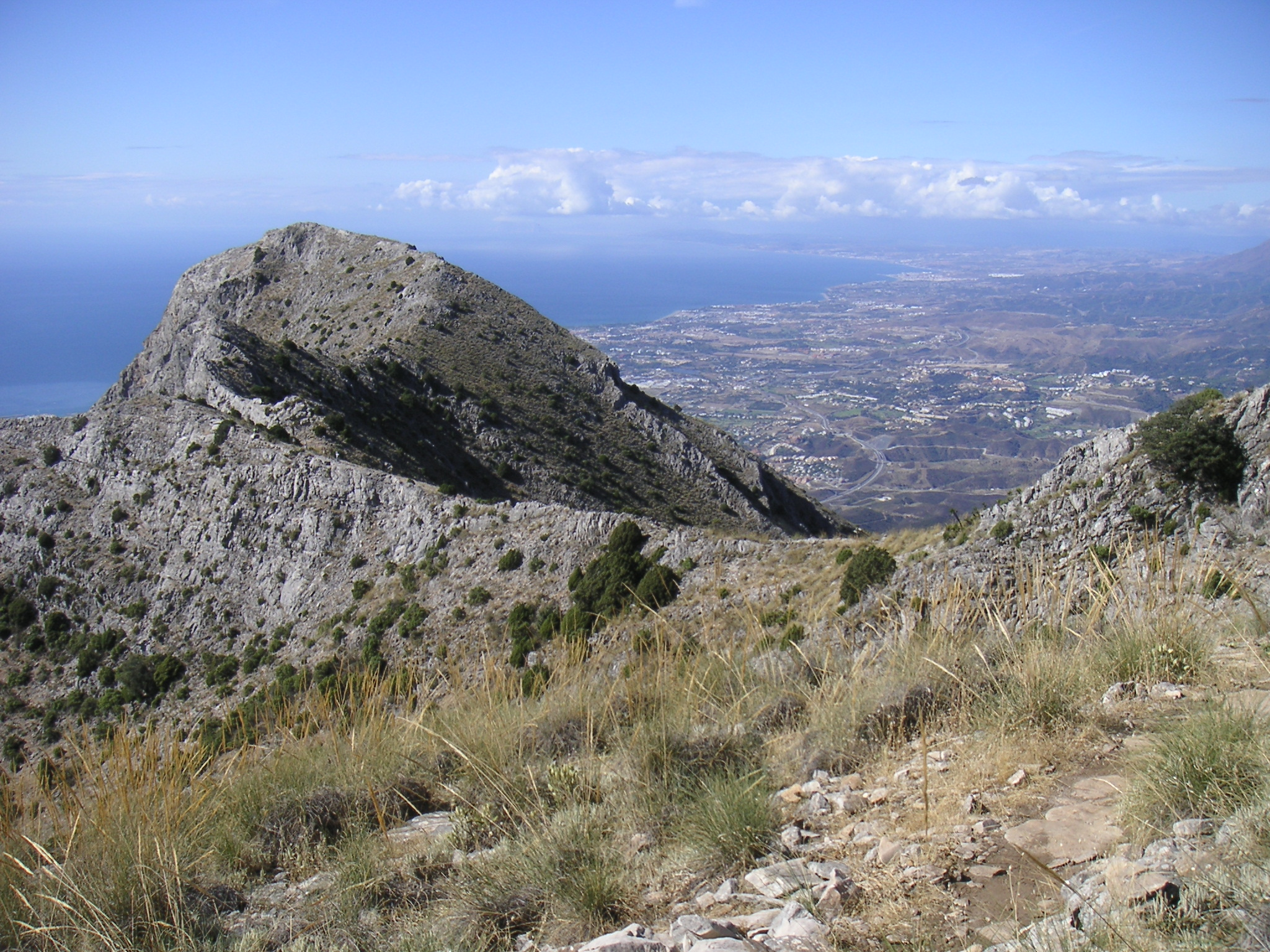
Pico la Concha